# Сакселин, Александр Николаевич
Александр «Алекс» Николаевич Сакселин (фин. Alexander "Alex" Saxelin; 29 августа 1899, Выборг, Великое княжество Финляндское — 9 октября 1959, Хельсинки, Финляндия) — финский балетмейстер, хореограф и педагог Финского национального балета; с 1930-х по 1940-е годы — один из самых известных артистов балета Финляндии.

## Биография
Родился 29 августа 1899 года в Выборге, в Великом княжестве Финляндском.
С 1910 по 1919 год обучался на балетном отделении исполнительского факультета Петербургского театрального училища (с 1918 года — Петроградское театральное училище при Наркомпросе РСФСР). По окончании училища в 1921 году вернулся в Выборг, а в 1922 году был приглашён в создаваемую балетную труппу Финского национального балета.
В 1922 году в Хельсинки начал карьеру как преподаватель балетного искусства, одновременно помогая совершенствовать балетное мастерство артистам из разных стран Европы. Помогал в хореографии К. М. Горевой и её супругу И. Н. Кирееву, переехавшим позже в США и основавшим свою балетную школу, а также балеринам Марии Пайчевой и Ирье Хагфорс.
В 1935 году был избран балетмейстером Финского национального балета и оставался на этой должности до 1954 года.
В 1948 году был награждён высшей государственной наградой Финляндии для деятелей искусств — медалью «Pro Finlandia».
Скончался 9 октября 1959 года и похоронен на Никольском православном кладбище в Хельсинки.

## Семья
- Мать — Анна-Эмилия Сакселин (фин. Anna-Emilia Saxelin), родила мальчика не состоя в браке. Настоящий отец неизвестен.
- Приёмный отец — Александр Желтухин (Zeltuhin), генерал-лейтенант